# Ngamiland Delta
Ngamiland Delta é um subdistrito de Botswana localizado no Distrito do Noroeste que possuía uma população estimada de 2 529 habitantes em 2011. Conta com seis vilas, mas a maior parte de seus habitantes vive em áreas populadas sem afiliação.